# S41 Vagir
S41 Vagir — индийская дизель-электрическая подводная лодка советского проекта И641К, имела советское обозначение Б-470, входила в состав ВМС Индии в 1974—2001 годах.

## История строительства
Б-470 была заложена на эллинге Ленинградского Адмиралтейского объединения 29 апреля 1972 года под строительным номером 01285 по заказу Индии и стала второй субмариной изменённого проекта И641К. 7 июля 1972 года спущена на воду, 5 июля 1973 года вошла в строй, временно зачислена в состав Северного флота, отправлена на приёмные испытания.

## Испытания и приёмка
Для проведения заводских и государственных испытаний во Владивостоке был сформирован экипаж под командованием капитана 2 ранга Шелковенко В. С. Испытания проводились на Балтике и (глубоководные) в Белом море. Лодка поднялась по Неве до Уткиной заводи, где была поставлена в плавучий док и транспортирована по Беломоро-Балтийскому каналу до Беломорска. После проведения испытаний лодка вернулась обратно на Балтику. Госиспытания проходили в Таллине, а потом в Риге. Передача лодки индийскому экипажу проходила в Болдерая. Совместно с индийским экипажем были отработаны задачи 1 и 2 (освоение устройств и механизмов и плавание в надводном и подводном положении).

## История службы
В 1973 году, после приёмки лодки, S41 с советским экипажем совершила переход по Северному морскому пути из Северодвинска во Владивосток. 3 ноября 1973 года официально передана Индии, получила имя S41 Vagir, вошла в состав 8-й эскадры подводных лодок, базировалась на Вишакхапатнам, входила в состав ВМС Индии до 2001 года.